# A Pessoa É para O Que Nasce
A pessoa é para o que nasce  é um documentário brasileiro de 2004, dirigido por Roberto Berliner.

## Sinopse
Maria das Neves, Regina e Conceição são três irmãs cegas. O documentário tem como objetivo acompanhar a trajetória de suas vidas, mostrando assim as mudanças que o contato com o cinema provocou em seus caminhos. Criadas em uma família de campones sem terra, as irmãs aprenderam a cantar muito cedo, e dessa forma, se apresentavam em feiras e entradas de igreja em troca de esmolas.

## Elenco[2]
- Regina Barbosa
- Maria das Neves Barbosa
- Francisca Conceição Barbosa
- Regina Casé
- Lula
- Fafá de Belém
- Gilberto Gil
- Pelé
- Naná Vasconcelos
- Roberto Berliner
- Dalvinha